# سیرا (شهر)
سیرا (به لاتین: Sira) یک منطقهٔ مسکونی در نروژ است که در فلکیفیور واقع شده‌است. سیرا ۰٫۶۶ کیلومتر مربع مساحت و ۶۳۰ نفر جمعیت دارد و ۷۶ متر بالاتر از سطح دریا واقع شده‌است.